# Aleksander Oleśko-Ferworn
Aleksander Oleśko-Ferworn (ur. 17 marca 1917 w Rosji, zm. 16 lutego 1990 w Rawdon, Kanada) – polski i kanadyjski malarz.

## Życiorys
Urodził się w polskiej rodzinie mieszkającej w Rosji, która po wybuchu rewolucji październikowej emigrowała do Polski. W 1936 rozpoczął studia inżynierskie, ale po roku przerwał je i zaczął studiować malarstwo, które przerwał z powodu wybuchu II wojny światowej. Po demobilizacji znalazł się w Wielkiej Brytanii, od 1947 studiował w Manchester School of Fine Arts. W 1948 wystawił swoje prace w Mid-Day Studio, a dwa lata później w The Polish Club of Fine Arts w Manchesterze. W 1950 ukończył naukę, zrealizował zamówienie na obraz Matki Bożej Częstochowskiej dla kościoła St. Albana w Manchesterze oraz św. Barbary dla świątyni w Cardiff. W 1951 emigrował do Kanady, zamieszkał w Montrealu. Jego prace uczestniczyły w wystawach indywidualnych i zbiorowych, od 1959 był współorganizatorem corocznych wystaw malarskich w Rawdon. W 1963 Aleksander Oleśko-Ferworn został wybrany prezesem Rawdon Art Circle, która zrzeszała 25 członków z Montrealu i okolic, pełnił tę funkcję w latach 1963-65, 1968, 1970. Przewodniczył również Canadian Centenial Art Exhibition Committee of McGill University w Montrealu. W 1966 razem z Kongresem Polonii Amerykańskiej zorganizował wystawę z okazji Tysiąclecia Państwa Polskiego. Artysta tworzył stosując technikę olejną, a ulubionym jego motywem były pejzaże. Przez wiele lat pracował jako rysownik w fabryce tekstyliów. W 1973 został odznaczony Złotym Krzyżem Zasługi.
Pochowany na Cemetery St-Seraphim-de-Sarov w Rawdon.